# وجید علی
وجید علی (انگلیسی: Wajid Ali؛ زادهٔ ۱۹۸۴) بازیکن کبدی است.